# Чантурия, Андрей Гелаевич
Андрей Гелаевич Чантурия (1908 год, Зугдидский уезд, Кутаисская губерния, Российская империя — неизвестно, Зугдиди, Грузинская ССР) — заведующий районным отделом сельского хозяйства Цаленджихского района, Грузинская ССР. Герой Социалистического Труда (1948).

## Биография
Родился в 1908 году в крестьянской семье в одном из сельских населённых пунктов Зугдидского уезда. В послевоенное время возглавлял отдел сельского хозяйства Цаленджихского района.
Занимался развитием сельского хозяйства в Цаленджихском районе. В 1947 году обеспечил перевыполнение в целом по району планового сбора кукурузы на 58,1 %. Указом Президиума Верховного Совета СССР от 21 февраля 1948 года удостоен звания Героя Социалистического Труда за «получение высоких урожаев кукурузы и пшеницы в 1947 году» с вручением ордена Ленина и золотой медали «Серп и Молот» (№ 877).
Этим же Указом званием Героя Социалистического Труда были также награждены руководители Цаленджихского района первый секретарь райкома партии Михаил Васильевич Кварацхелия, главный районный агроном Иона Онисимович Лукава и труженики колхоза имени Молотова Цаленджихского района Александр Максимович Абрамия, Мария Юлоновна Гигиберия, Леонтий Ноевич Килава.
За выдающиеся трудовые показатели в сельском хозяйстве в целом по Цаленджихскому району по итогам Четвёртой пятилетки (1946—1950) был награждён Орденом Трудового Красного Знамени, по итогам Семилетки (1959—1965) — вторым Орденом Трудового Красного Знамени и по итогам Восьмой пятилетки (1966—1970) — Орденом Октябрьской Революции.
После выхода на пенсию проживал в Зугдиди. С 1974 года — персональный пенсионер союзного значения. Дата его смерти не установлена.
Награды
- Герой Социалистического Труда
- Орден Ленина
- Орден Трудового Красного Знамени — дважды (14.11.1951; 02.04.1966)
- Орден Октябрьской Революции (08.04.1971)